# وسیله نقلیه آبی‌خاکی

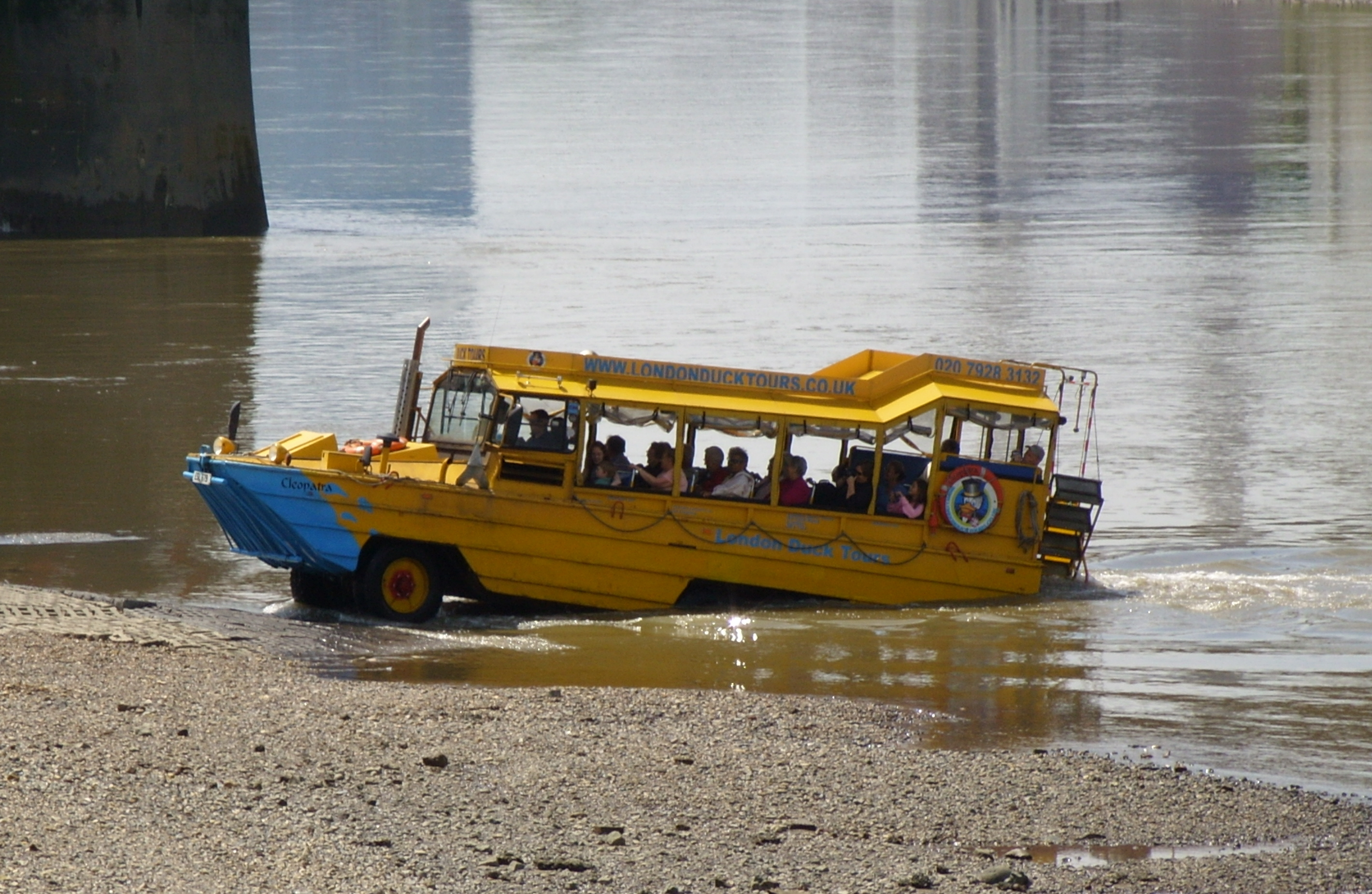
یک اتوبوس گردشگری شهر لندن که با تغییر کاربری دوگانه‌رو شده است.

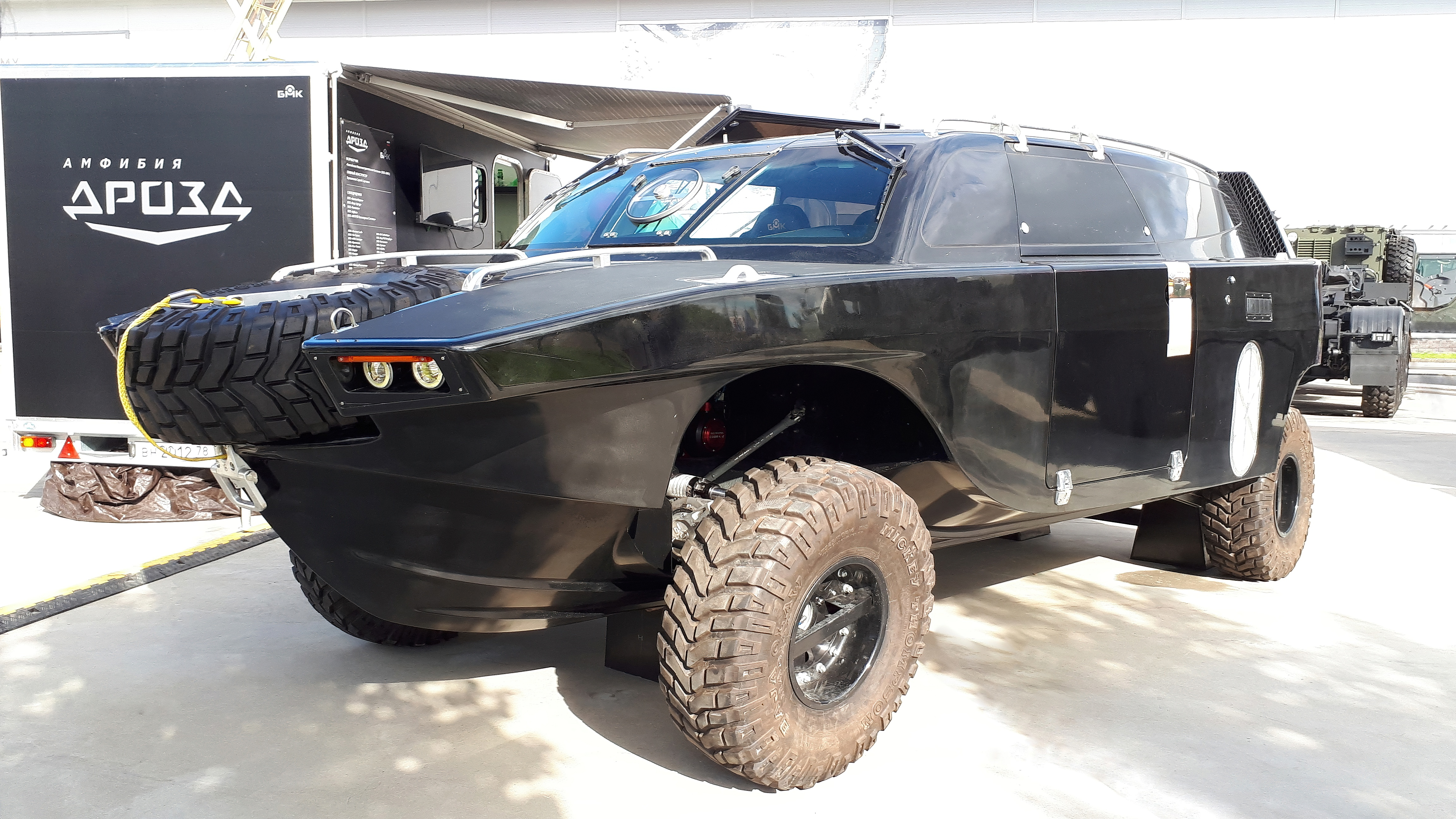
خودرو دوزیست دروزد در نمایشگاه ارتش 2020.

وسیله نقلیه آبی خاکی یک گونه از وسایل نقلیه بر شمرده می‌شود که همانطور که قابلیت‌های حرکت در خشکی را دارد، در سطح آب نیز از قابلیت حرک و مانور برخوردار است. از عمده کاربردهای اینگونه خودروها می‌توان خدمت‌رسانی در صنعت گردشگری و نیروهای نظامی را دانست.
این وسائل نقلیه به سه نوع چرخ‌دار، زنجیردار و بدون چرخ تقسیم می‌شوند که هواناو را می‌توان به عنوان گونه بدون چرخ و اتومبیل‌های قایقی را به عنوان نمونه چرخ‌دار و برخی گونه‌های مخصوص از نفربر زره‌پوش را به عنوان نمونه زنجیردار برشمرد.